# Polygenesteori
Polygenesteorin säger att språkfamiljerna eller folken i världen härstammar från flera urspråk eller urfolk som uppkommit parallellt på skilda håll och vid olika tidpunkter. Polygenesteorin som modell för människans ursprung är numera förkastad, men en teori med vissa likheter presenterades på 1900-talet, den multiregionala hypotesen för människans ursprung.
När det gäller människans ursprung kan idén spåras tillbaka åtminstone till Paracelsus som menade att vildarna saknade själ eftersom de härstammade från en annan Adam
. 
Giordano Bruno och Christopher Marlowe och Isaac de la Peyrère utvecklade teorin; de båda första hävdade att mänskligheten hade tre stamfäder och att endast Adam var stamfader till judarna
. 
Isaac de la Peyrère menade att första och andra kapitlet i Första Moseboken beskrev två olika skapelsfaser. Vid den första skapades de människor som fanns på Jorden före Adam, föradamiterna. Ett antal år skilde de båda faserna åt
. 
Synsättet användes som motiv för slaveri och ojämlik behandling av afrikaner. Teorin hade ett betydande stöd i mitten av 1800-talet och så sent som 1910 hävdade bland andra antropologen Karl Vogt att de olika raserna hade utvecklats från olika apstammar. Vissa kristna kritiker menade att teorin stred mot Bibelns skapelseberättelse, medan andra kristna fann stöd för polygenesteorin i Bibeln, till exempel fanns det andra folk utanför Eden. Anhängarna kallades polygenister och motståndarna  monogenister eller unitarister.